# Gibbon Nunatak
Gibbon Nunatak är en nunatak i Antarktis. Den ligger i Västantarktis. Inget land gör anspråk på området. Toppen på Gibbon Nunatak är 1 260 meter över havet.
Terrängen runt Gibbon Nunatak är platt åt nordost, men åt sydväst är den kuperad.  Trakten är obefolkad. Det finns inga samhällen i närheten.